# 269年
| 千纪： | 1千纪                                                                                           |
| 世纪： | 2世纪 \| 3世纪 \| 4世纪                                                                         |
| 年代： | 230年代 \| 240年代 \| 250年代 \| 260年代 \| 270年代 \| 280年代 \| 290年代                       |
| 年份： | 264年 \| 265年 \| 266年 \| 267年 \| 268年 \| 269年 \| 270年 \| 271年 \| 272年 \| 273年 \| 274年 |
| 纪年： | 己丑年（牛年）；东吴宝鼎四年，建衡元年；西晋泰始五年；日本神功皇后攝政69年；皇紀929年           |

## 大事记
- 羅馬帝國
  - 高盧開始反對羅馬帝國統治的巴高達運動。
- 中國
  - 孫皓派監軍虞汜、威南將軍薛珝、蒼梧太守陶璜從荊州出發，監軍李勖、督軍徐存從建安海路出發，令兩軍在合浦會合共同剿滅交阯叛軍。此外，孫皓派遣右大司馬丁奉再次北征，攻打谷陽（今安徽省靈璧縣）
  - 東吳左丞相陸凱病逝後，由張悌繼任。

## 各国领袖

### 亞洲
- 中國
  - 西晋皇帝：晋武帝司马炎（265年－290年）
  - 孙吴皇帝：吴末帝（乌程侯）孙皓（264年－280年）
- 拓跋部 - 拓跋力微, 鲜卑大人（219年－277年）
- 日本- 神功皇后（攝政，200年－270年）
- 朝鲜半岛（朝鲜三国时代）
  - 百济 - 古尔王，百济王 （234年－286年）
  - 伽耶 - 麻品王，伽耶君主（259年－291年）
  - 高句丽 - 中川王，高句丽王（248年－270年）
  - 新罗 - 味邹尼師今，新罗王（262年－284年）
- 亚美尼亚- 梯里达底三世，亚美尼亚王（252年－287年）
- 伊比利亚 - Aspacures一世，伊比利亚国王（265年－284年）
- 贵霜帝国 - Kanishka三世，贵霜君主（265年－270年）
- 巴克特里亞与健馱邏國- Hormizd一世（265年－295年）
- 波斯萨珊王朝 - 沙普尔一世，波斯国王（241年－272年）
- 印度笈多王朝 - 室利笈多（英语：Gupta (king)），笈多国王（240年－280年）
- 泰米尔哲罗王朝 - Perumkadungo（257年－287年）
- 西薩特拉普王朝- Rudrasen二世（256年－278年）

### 欧洲
- 罗马帝国 - 克劳狄二世，罗马皇帝（268年－270年）
- 帕米拉王國 - 
  - Vaballathus（267年－272年）
  - 芝诺比娅（摄政，267年－272年）
- 高卢帝国 - 韦图维士，（268年－270年）

### 非洲
- 库施王朝 - Malegorobar，（266年－283年）

## 逝世
- 陸凱，陸遜族子，三國时孫吳後期重臣，官至左丞相。
- 辛憲英，曹魏衛尉辛毗之女，河內太守辛敞之姊，泰山郡太守羊耽之妻，東漢「懸魚太守」羊續的儿媳婦，西晋太傅羊祜的叔母。
- 應貞，三國及西晉官員，東漢末及三國時曹魏大臣和文學家應璩的兒子。
- 柳隱，三國時期蜀漢的將領。
- 聖瓦倫丁